# Pokémon: Mewtwo! Ware wa Koko ni Ari: Mewtwo Saga
Pokémon: Mewtwo phục thù, công chiếu ở Nhật Bản với tên là Pocket Monsters: Mewtwo! Tôi ở đây (ポケットモンスター ミュウツー! 我ハココニ在リ Poketto Monsutā Mewtwo! Ware wa Koko ni Ari), là tập  dài đặc biệt một tiếng trong Pokémon anime series, và tiếp theo  Pokémon: Phim điện ảnh đầu tiên. Phim chiếu lần đầu ở Nhật Bản vào ngày 30 tháng mười hai, 2000 và phát hành trên VHS và DVD ở Nhật Bản vào ngày 21 tháng ba, 2001. Phim được direct-to-video ở Úc vào ngày 17 tháng tám, 2001 sau đó ở Hoa Kỳ và Canada vào ngày 4 tháng 12 năm 2001; đây là phim cuối cùng được Warner Bros phát hành. Family Entertainment, ở Hoa Kỳ.

## Phân vai
| Tên Tiếng Anh    | Diễn viên lồng tiếng Anh | Tên Tiếng Nhật   | Diễn viên lồng tiếng Nhật |
| ---------------- | ------------------------ | ---------------- | ------------------------- |
| Ash Ketchum      | Veronica Taylor          | Satoshi          | Rica Matsumoto            |
| Pikachu          | Ikue Ōtani               |                  |                           |
| Brock            | Eric Stuart              | Takeshi          | Yūji Ueda                 |
| Misty            | Rachael Lillis           | Kasumi           | Mayumi Iizuka             |
| Togepi           | Satomi Kōrogi            |                  |                           |
| Jessie           | Rachael Lillis           | Musashi          | Megumi Hayashibara        |
| James            | Eric Stuart              | Kojirō           | Shin-ichiro Miki          |
| Meowth           | Maddie Blaustein         | Nyarth           | Inuko Inuyama             |
| Mewtwo           | Dan Green                | Mewtwo           | Masachika Ichimura        |
| Giovanni         | Ted Lewis                | Sakaki           | Hirotaka Suzuoki          |
| Domino           | Kerry Williams           | Domino           | Kotono Mitsuishi          |
| Người dẫn chuyện | Ken Gates                | Người dẫn chuyện | Unshō Ishizuka            |